# Быкова, Галина Захаровна
Галина Захаровна Быкова (1928—2017) — советский и российский учёный и художница-реставратор. Заслуженный работник культуры РСФСР (1979). Лауреатка Государственной премии Российской Федерации в области науки и техники (1994).

## Биография
Родилась 8 июля 1928 года в Москве.
С 1948 по 1953 годы обучалась на факультете фундаментальной живописи Московского высшего художественно-промышленного училища.
С 1953 по 1956 годы Г. З. Быкова начала свою трудовую деятельность в качестве художницы-реставратора в Отделении древнерусской и миниатюрной живописи ВНИИ реставрации.
С 1956 по 1960 годы как художница-реставратор работала в Центральных государственных реставрационных мастерских. С 1961 по 1982 годы Г. З. Быкова — художница-реставратор в Отделе темперной живописи, с 1982 по 1989 годы — заведующая Отделом реставрации древних рукописей и миниатюр ВНИИ реставрации.
С 1989 по 1992 годы Г. З. Быкова — ведущий научный сотрудник, с 1992 по 2009 годы — заведующая Отдела реставрации рукописей Всероссийского художественного научно-реставрационного центра имени И. Э. Грабаря. С 2012 по 2017 годы Г. З. Быкова являлась — членом Секции по реставрации предметов музейного хранения Президиума Научно-методического совета по культурному наследию при Министерстве культуры Российской Федерации.
С 1958 года Г. З. Быкова становится участником московских, всероссийских и всесоюзных художественных выставок. Г. З. Быковой в качестве скульптора были выполнены такие работы как: мозаичные панно станции метро «Киевская» и с 1953 по 1956 годы — живописные панно «Забайкалье» и «Приамурье».
В качестве художницы-реставратора Г. З. Быкова отреставрировала множество произведений византийской и древнерусской иконописи, в том числе две энкаустические иконы — «Мученик и мученица» и «Святые Сергий и Вакх» VI—VII веков и чудотворная икона — «Богоматерь Знамение» середины XII века, иконы — «Николай Чудотворец в житии» XVII века, «Кирилл Белозерский» XVI века, «Сергий Радонежский в житии» XV века, «Голова святого» XV века, «Архангел Михаил» середина XVI века, «Сретение» начало XVI века, выносной двухсторонней иконы — «Богородица Одигитрия c митрополитами Петром и Алексеем, Николаем Чудотворцем и Леонтием Ростовским» и «Богоявление» 1496 года. Занималось реставрацией картин художников «Мира искусства», художественные произведения В. А. Серова — «Похищение Европы» и «Одиссей и Навсикая», В. Э. Борисова-Мусатова — «Водоём» и картин таких художников как — А. Я. Головин и Н. К. Рерих.
С 1968 по 1980 годы Г. З. Быкова была участницей реставрации тридцати семи икон из иконостаса Успенского собора Кирилло-Белозерского монастыря. С 1969 по 1974 годы участвовала в реставрации икон из Новгородского музея-заповедника: «Благовещение», «Рождество Христово», «Сретение» на одной доске, «Преображение», «Вход в Иерусалим», «Распятие», «Воскрешение Лазаря». С 1973 по 1977 годы участвовала в реставрации икон из Троице-Гледенского монастыря — «Мученик и мученица» V—VI веков, «Богоматерь с Младенцем» VI века, «Сергий и Вакх» VII века
Г. З. Быкова была основателем школы комплексной реставрации средневековых рукописных книг и разработчиком метода реставрации темперно-клеевой живописи XIX—XX веков.
В 1979 году Указом Президиума Верховного совета РСФСР «За заслуги в области советской культуры» Г. З. Быкова была награждена почётным званием — Заслуженный работник культуры РСФСР.
В 1994 году Указом Президента России «За разработку метода научной реставрации средневековых пергаментных рукописей и реставрацию уникальных рукописных памятников из собраний России» Г. З. Быкова была удостоена — Государственной премии Российской Федерации в области науки и техники.
Умерла 23 января 2017 года в Москве.

## Награды

### Звания
- Заслуженный работник культуры РСФСР (1979)

### Премии
- Государственная премия СССР в области науки и техники (1994 — «За разработку метода научной реставрации средневековых пергаментных рукописей и реставрацию уникальных рукописных памятников из собраний России»)